# Zorillodontops
Zorillodontops — вимерлий рід тероцефалових терапсид з раннього тріасу ПАР.